# Russische militaire begraafplaats in Trebendorf
De Russische militaire begraafplaats in Trebendorf is een militaire begraafplaats in Saksen, Duitsland. Op de begraafplaats liggen omgekomen Russische militairen uit de Tweede Wereldoorlog.

## Begraafplaats
Op de begraafplaats liggen 107 omgekomen militairen van het Rode Leger. Het merendeel kwam tijdens gevechten in de laatste fase van de oorlog om het leven.